# Matthew Pearl
Matthew Pearl (nacido el 2 de octubre de 1975) es un escritor estadounidense y autor de El Club Dante (2003), un superventas publicado en más de 40 países.
Estudió en Harvard y en la Escuela Jurídica de Yale y actualmente ejerce de profesor en el Emerson College. 
Su segunda novela, un thriller sobre la muerte de Edgar Allan Poe titulado La sombra de Poe, fue publicado por Random House en los Estados Unidos el 23 de mayo de 2006. En España fue editado por Seix-Barral. El 3 de marzo de 2006 Publishers Weekly escribió que "los fans del superventas debut de Pearl, El Club Dante, recibirán con impaciencia su segunda novela, un thriller basado en la misterioso final de Edgar Allan Poe."

## Obras
- El club Dante. Editorial Seix Barral. 2003. ISBN 978-84-322-1775-3.
- La sombra de Poe. Editorial Seix Barral. 2007. ISBN 978-84-322-1772-2.
- El último Dickens. Ediciones Alfaguara. 2009. ISBN 978-84-204-2353-1.
- Los tecnólogos (2012)